# 神戸総合運動公園
神戸総合運動公園（こうべそうごううんどうこうえん、英: Kobe Sports Park）は、兵庫県神戸市須磨区緑台及びその近辺（一部垂水区）にある都市公園（運動公園）である。
施設は神戸市が所有し、公益財団法人神戸市公園緑化協会が指定管理者として一部を除く園内各施設の運営管理を行っている。

## 概要
1985年（昭和60年）に開かれたユニバーシアード夏季大会、並びに神戸グリーンエキスポと題された植物博覧会のために、同所の山を切り開いて建設された。2006年の「のじぎく兵庫国体」（第61回国民体育大会）の主要な会場のひとつでもある。

## 施設
- 神戸総合運動公園陸上競技場
- 神戸総合運動公園補助競技場
- 神戸総合運動公園球技場
- 神戸総合運動公園体育館
  - 補助体育館サブアリーナ
- 神戸総合運動公園野球場
- 神戸総合運動公園サブ球場
  - 野球場・サブ球場は指定管理業務の対象外で、プロ野球のオリックス・バファローズの運営企業であるオリックス野球クラブが、都市公園法に基づく管理許可制度により運営管理業務を行っている。このうちサブ球場は、当運動公園の敷地北側に隣接する神戸流通業務団地内に所在する。
- 多目的広場
- 神戸総合運動公園テニスガーデン
  - クラブハウス - 2Fレストラン
  - センターコート - スタンド収容人員3000人
  - 全天候型人工芝コート15面
- 球技場 - スタンド収容人員800人
- 水の国
  - 野外ステージ
  - ちゃぷちゃぷ池
- コスモスの丘
- 冒険の国
- 自然の国

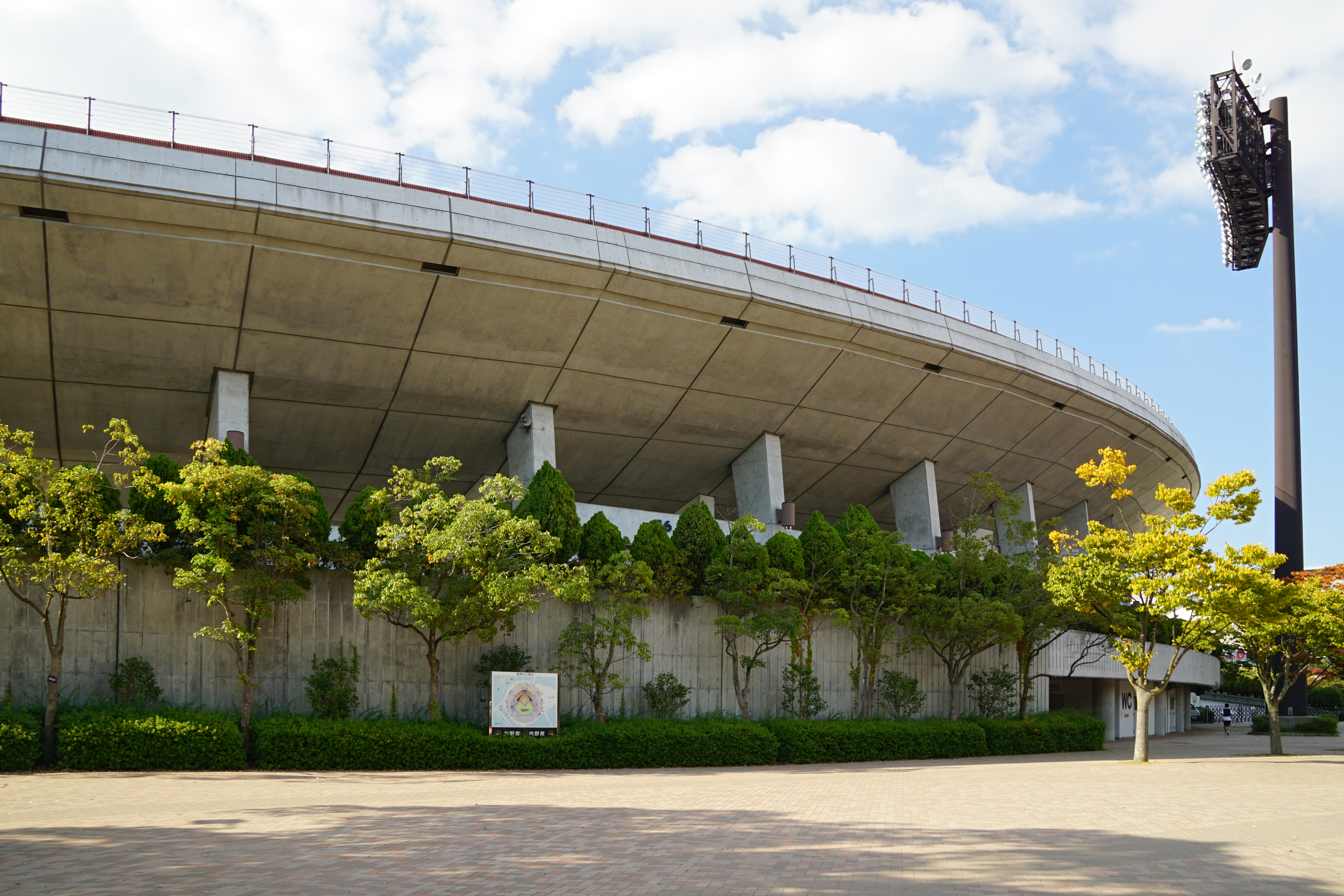
神戸総合運動公園野球場 （ほっともっとフィールド神戸）
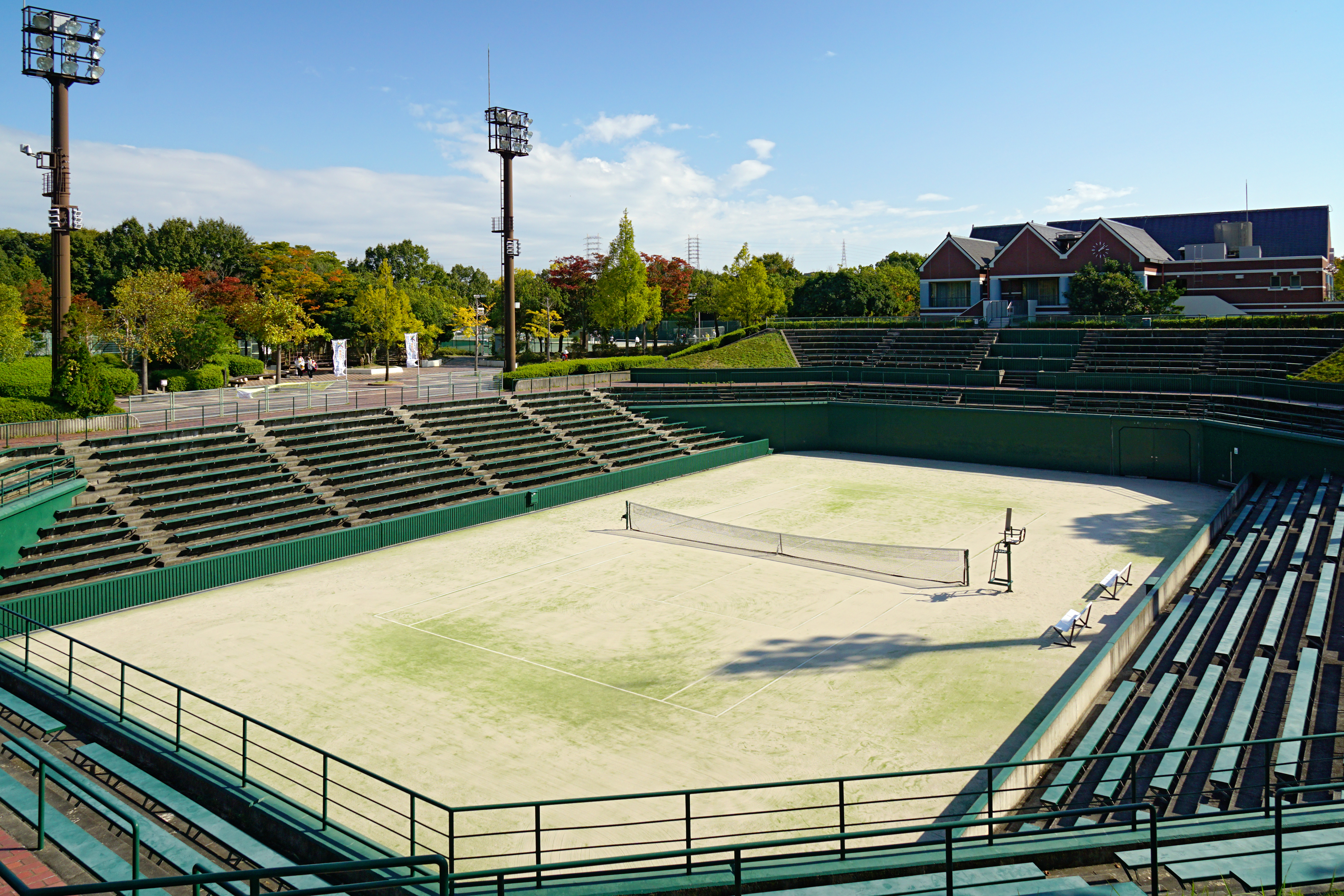
テニスガーデン・センターコート
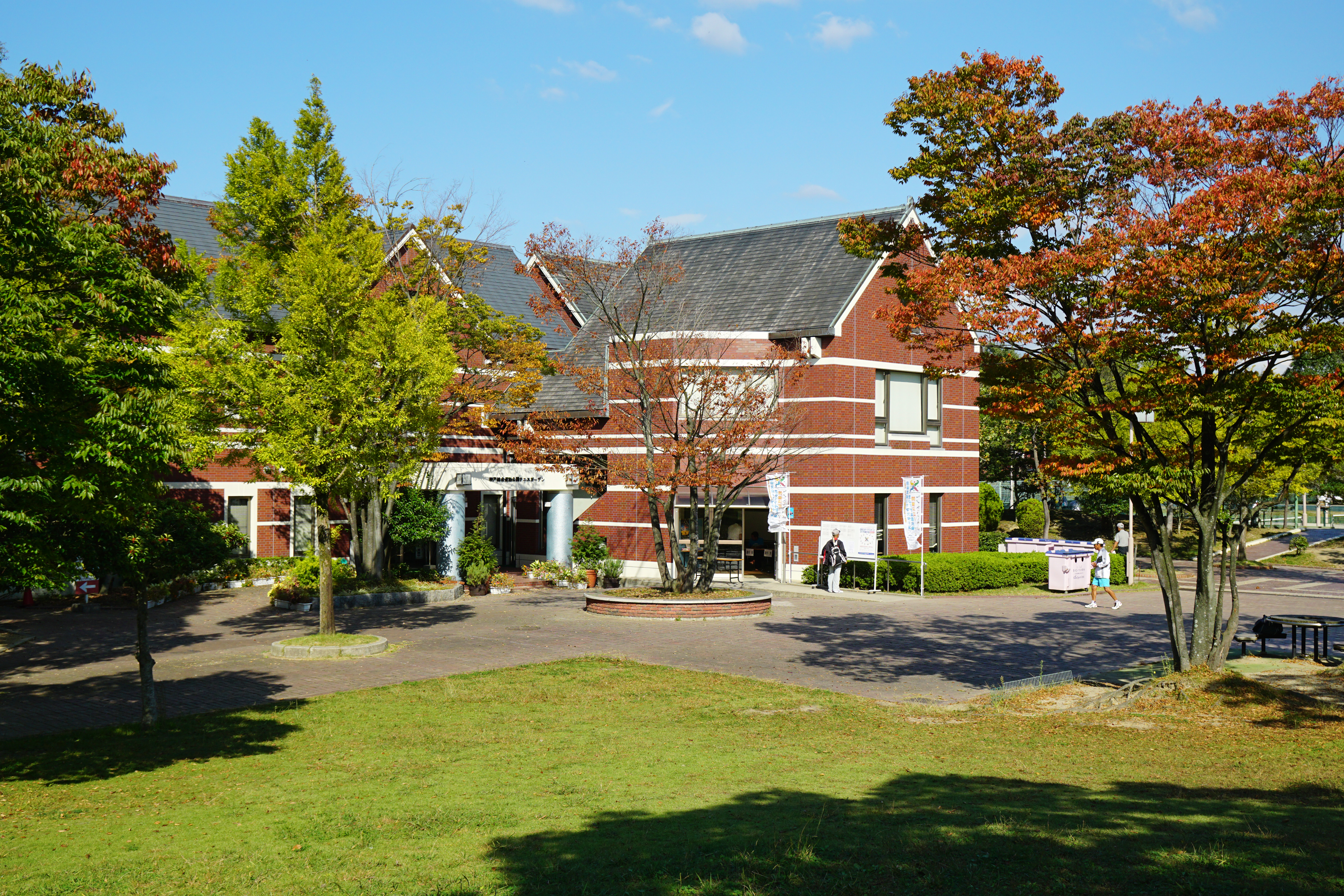
テニスガーデン・クラブハウス
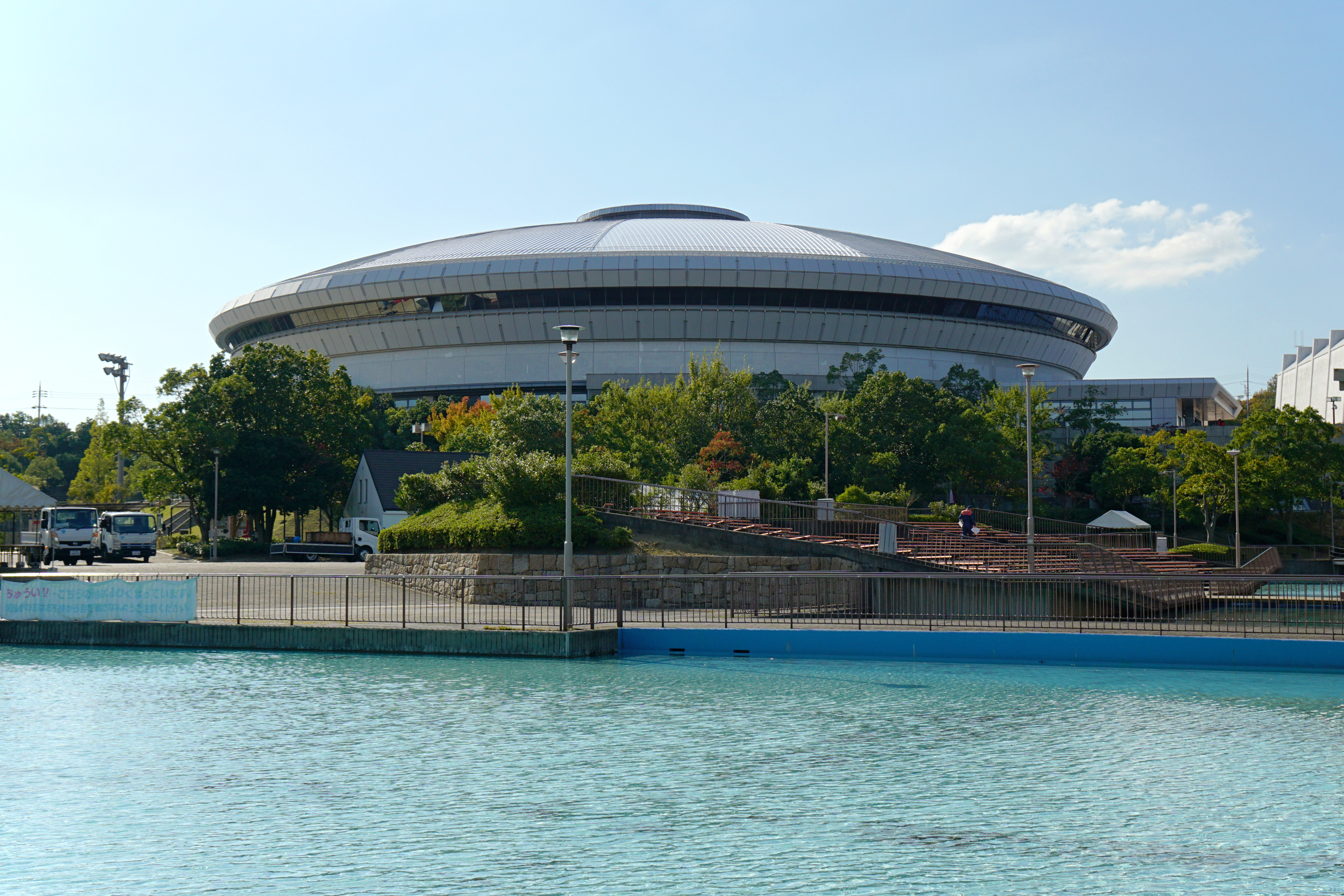
神戸総合運動公園体育館 （グリーンアリーナ神戸）
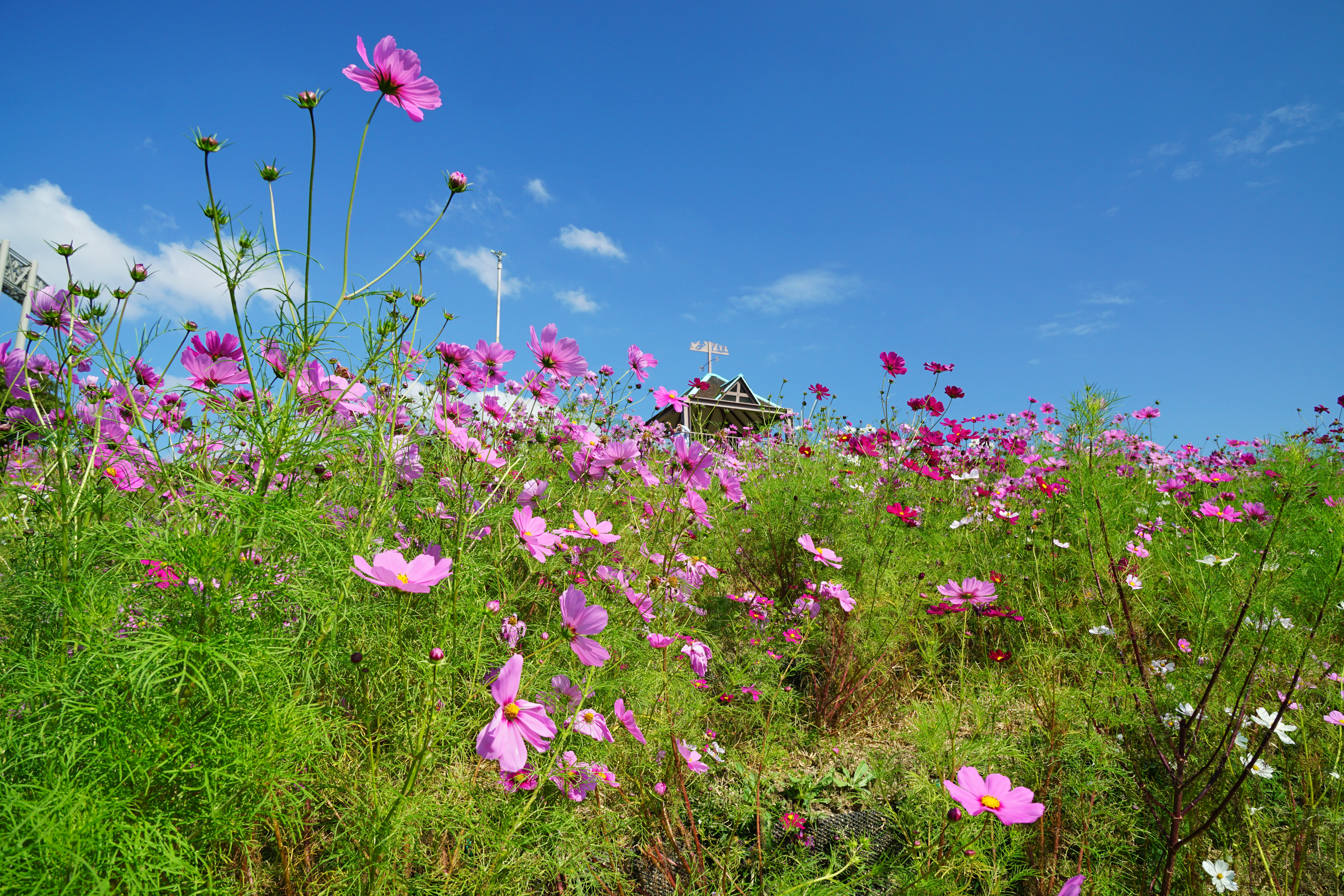
コスモスの丘
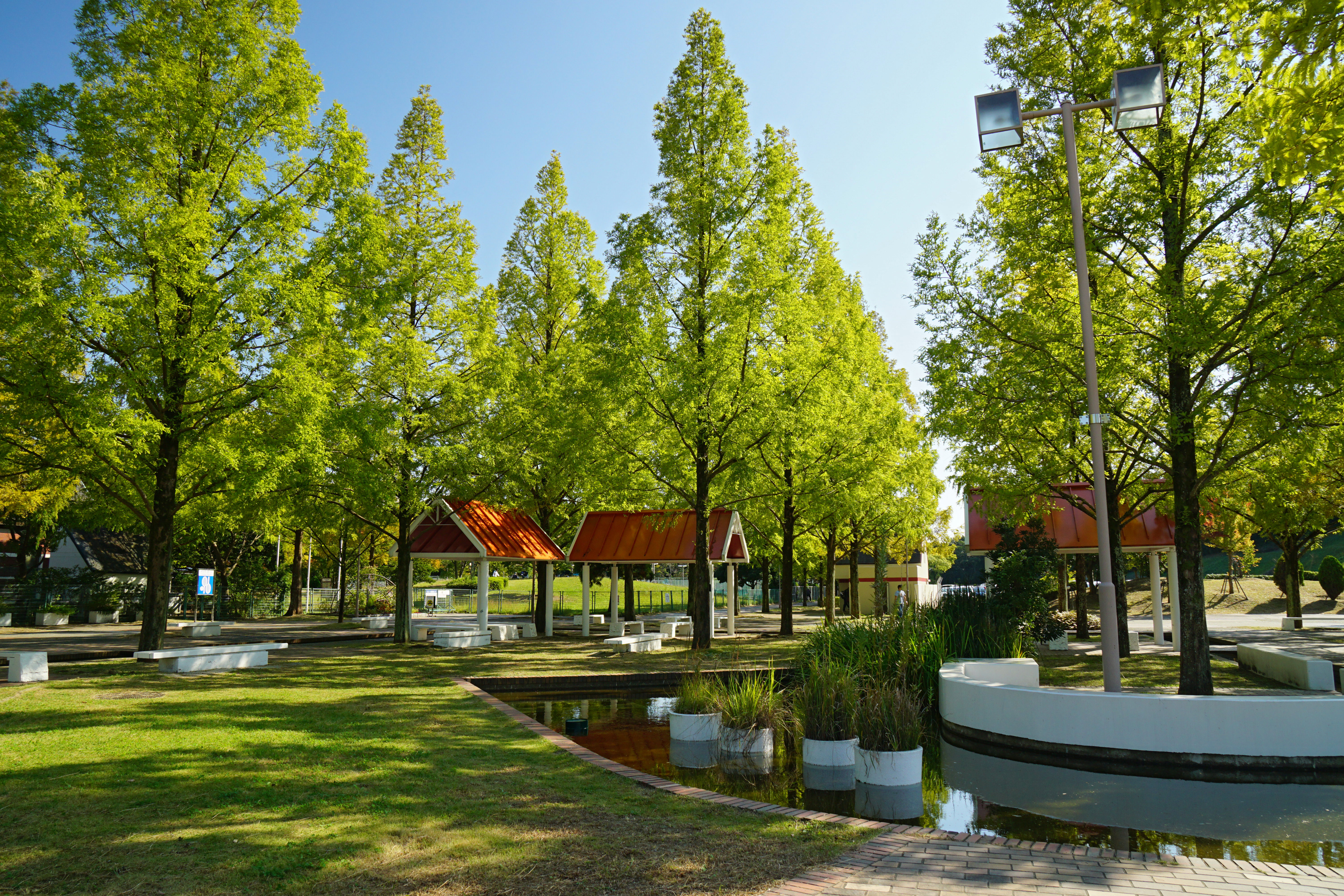
球技場前
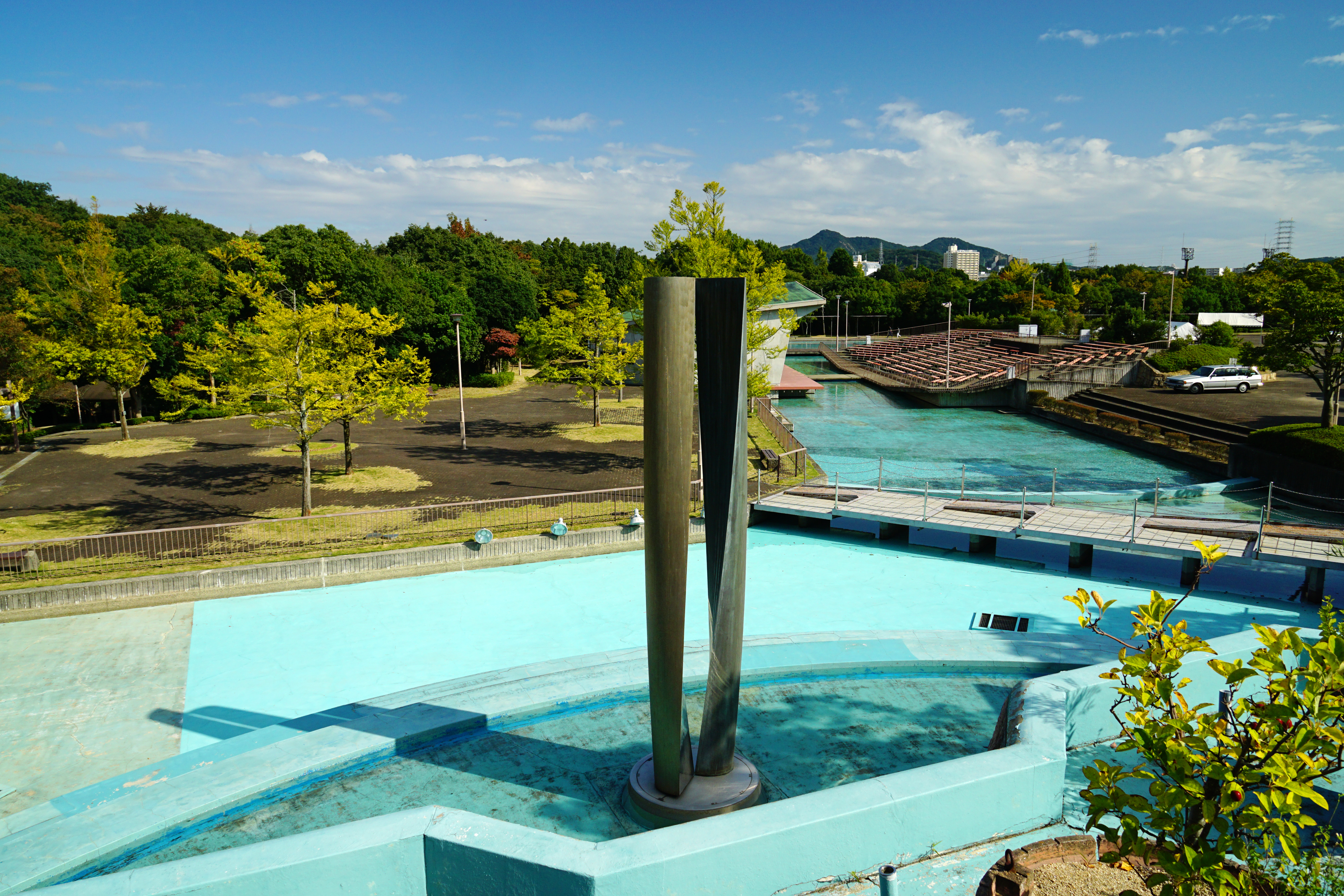
水の国
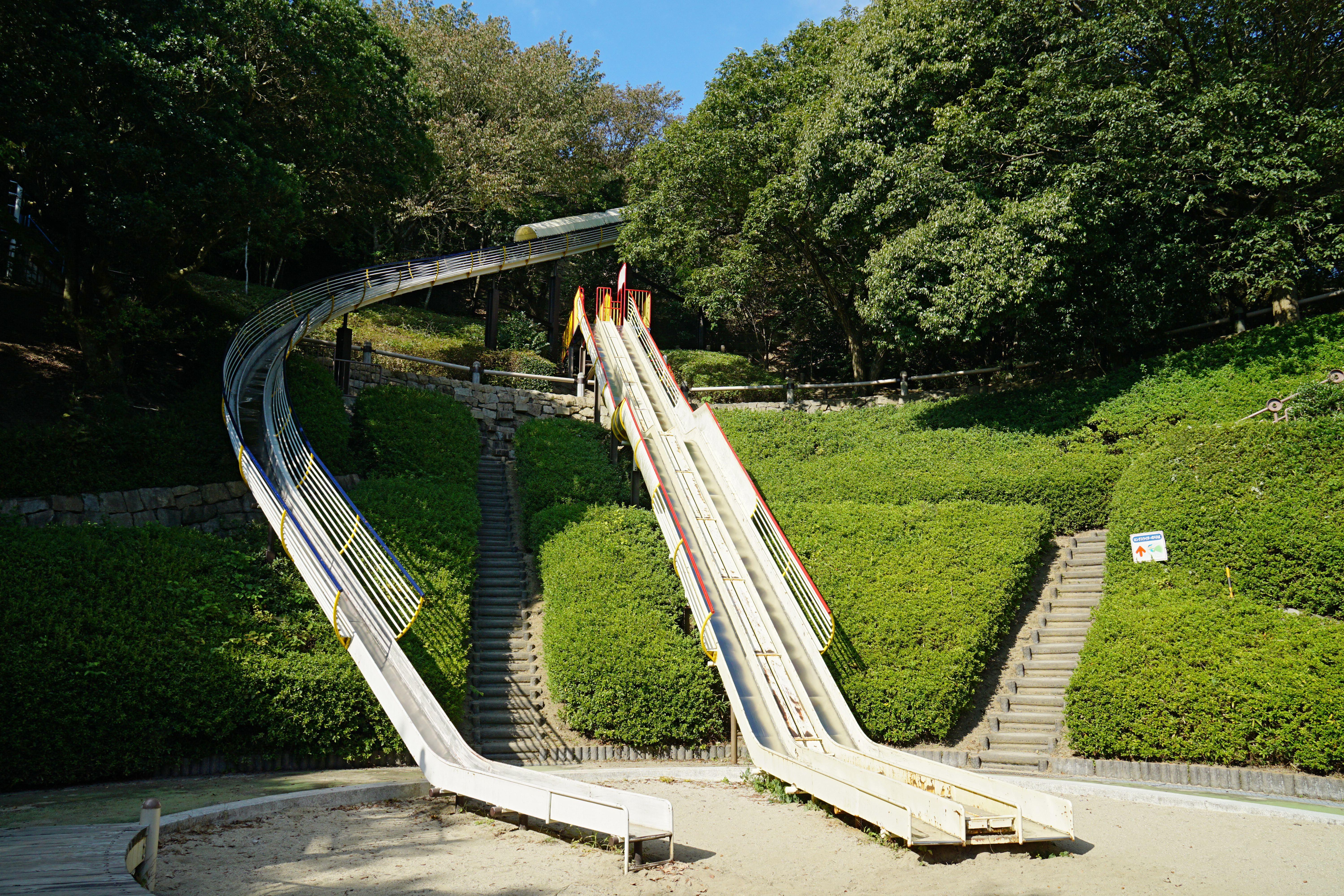
冒険の国・スライダー

## 特記事項
- 第1回 緑の都市賞 総理大臣賞受賞（1981年）
- 自動体外式除細動器（AED）が設置されている。

| 施設名             | 設置台数 |
| ------------------ | -------- |
| 案内所             | 1        |
| グリーンアリーナ   | 1        |
| テニスコート       | 1        |
| ユニバー記念競技場 | 1        |

## 交通アクセス

### 電車
- 神戸市営地下鉄西神・山手線 総合運動公園駅 徒歩1分

公園近隣を発着するバス路線はない。

### 車
- 神戸淡路鳴門自動車道（西神自動車道） 布施畑インターチェンジ すぐ
- 阪神高速7号北神戸線 布施畑西出入口 車で南へ3分
- 阪神高速31号神戸山手線 白川南出入口 車で西へ5分

## 周辺
- 神戸流通センター（神戸流通業務団地）
  - フェリシモホール
- 神戸市立工業高等専門学校
- 神戸市立西落合中学校